# Perdita oaxacana
Perdita oaxacana är en biart som beskrevs av Timberlake 1964. Perdita oaxacana ingår i släktet Perdita och familjen grävbin. Inga underarter finns listade i Catalogue of Life.